# Огнев, Иван Дмитриевич
Иван Дмитриевич Огнев (1776—1852) — директор Полтавской гимназии, затем — вице-губернатор Симбирской и Казанской губерний, председатель Казанской казённой палаты. Действительный статский советник. 

## Биография
Происходил из духовного сословия. Родился в 1776 году.
По окончании Белгородской (в Курской губернии) духовной семинарии в 1800 году он был назначен магистром (учителем) в Рыльское духовное начальное училище. В 1802 году начал службу в Министерстве народного просвещения в Санкт-Петербурге: сначала — в Комиссии об училищах, затем столоначальником по учебной части в Главном Правлении училищ. Через четыре года, 13 февраля 1806 года он был назначен директором училищ Полтавской губернии. В этой должности он прослужил 25 лет. При нём в Полтавской губернии была открыта гимназия (директором которой он был до 1831 года), 12 поветовых (уездных) училищ и несколько десятков приходских училищ и школ.
В 1831 году Огнев, в чине статского советника, был назначен симбирским вице-губернатором. Четыре года спустя, он был произведён в действительные статские советники, а ещё через год назначен председателем Казанской казённой палаты, в которой прослужил семь лет. В 1836—1838 годах он был также Казанским вице-губернатором.
В 1843 году, по состоянию здоровья вышел в отставку и поселился в Ромнах. 
За свою 40-летнюю службу, он был награждён орденами до ордена Св. Станислава 1-й степени включительно.  
Умер в Ромнах 13 (25) января 1852 года на 76 году жизни. В воспоминания современников отмечалась чрезвычайная доброта Огнева и мягкость характера.

## Источник текста
- Огнев, Иван Дмитриевич // Русский биографический словарь : в 25 томах. — СПб.—М., 1896—1918.